# Pune FC
Pune FC ist ein Fußballverein aus Pune, Indien. Der Verein begann in der zweiten Liga des Landes, der I-League 2. Division und spielt mittlerweile in der Saison 2009/10 in der höchsten indischen Liga. Seine Heimspiele trägt der Klub im „Shree Shiv Chhatrapati Sports Complex“ aus. Gegründet wurde der Verein von der Ashok Piramal Gruppe im August 2007.

## Vereinswappen
Das Vereinswappen ziert ein Bengalenwaran (Marathi घोरपड ghorpaḍ), welcher einen Fußball umringt. Der Waran soll als Inspiration dienen alle Hindernisse zu überwinden. Die Farben des Wappens sind Rot und Gold – Rot soll für Aggressivität, Gefahr und Leidenschaft stehen; Gold für Erfolg und Siege.

## Spieler

### Erste Mannschaft
Stand 20. September 2012.
| Nr. |                | Position | Name                  |
| --- | -------------- | -------- | --------------------- |
| 1   | Indien         | TW       | Abhra Mondal          |
| 2   | Indien         | AB       | Othallo Tabia         |
| 3   | Indien         | AB       | Caitano Costa         |
| 4   | Nigeria        | AB       | Chika Wali            |
| 5   | Indien         | AB       | Gurjinder Kumar       |
| 6   | Indien         | MF       | Shanmugam Venkatesh   |
| 7   | Japan          | MF       | Daisuke Nishiguchi    |
| 8   | Indien         | ST       | Arata Izumi           |
| 9   | Sudsudan       | ST       | James Moga            |
| 10  | Indien         | ST       | Jeje Lalpekhlua       |
| 11  | Elfenbeinküste | MF       | Pierre Djidjia Douhou |
| 12  | Indien         | ST       | Singam Subhash Singh  |
| 13  | Indien         | AB       | Zohmingliana Ralte    |
| 14  | Indien         | MF       | Karma Tsewang         |
| 15  | Indien         | AB       | Anas Edathodika       |

| Nr. |        | Position | Name                                           |
| --- | ------ | -------- | ---------------------------------------------- |
| 16  | Indien | MF       | Vellington Rocha                               |
| 17  | Indien | MF       | Sukhwinder Singh                               |
| 18  | Indien | MF       | Asim Hassan                                    |
| 20  | Indien | MF       | Nikhil Kadam                                   |
| 21  | Indien | TW       | Shahin Lal Meloly                              |
| 22  | Indien | MF       | Khemtang Paite (geliehen von East Bengal F.C.) |
| 23  | Indien | MF       | Mumtaz Akhtar                                  |
| 24  | Indien | MF       | Maninder Singh                                 |
| 25  | Indien | AB       | Srikanth Ramu                                  |
| 26  | Indien | AB       | John Benedick                                  |
| 27  | Indien | AB       | Nallappan Mohanraj                             |
| 28  | Indien | AB       | Kamardeep Singh                                |
| 29  | Indien | MF       | Suji Kumar                                     |
| 30  | Indien | TW       | Amrinder Singh                                 |